# کوکوی گوش‌سیاه
کوکوی گوش‌سیاه (نام علمی: Chrysococcyx osculans) یک گونه از کوکوها از خانواده کوکویان است که در سراسر استرالیا یافت می‌شود و به شرق اندونزی و جنوب گینه نو مهاجرت می‌کند. آنها معمولاً تکی یا به‌طور جفتی دیده می‌شوند زیرا بچه‌های خود را بزرگ نمی‌کنند، بلکه تخم‌ها را در لانه گونه دیگری می‌گذارند تا توسط میزبان بزرگ شود.